# Pavillon Vendôme (Clichy)

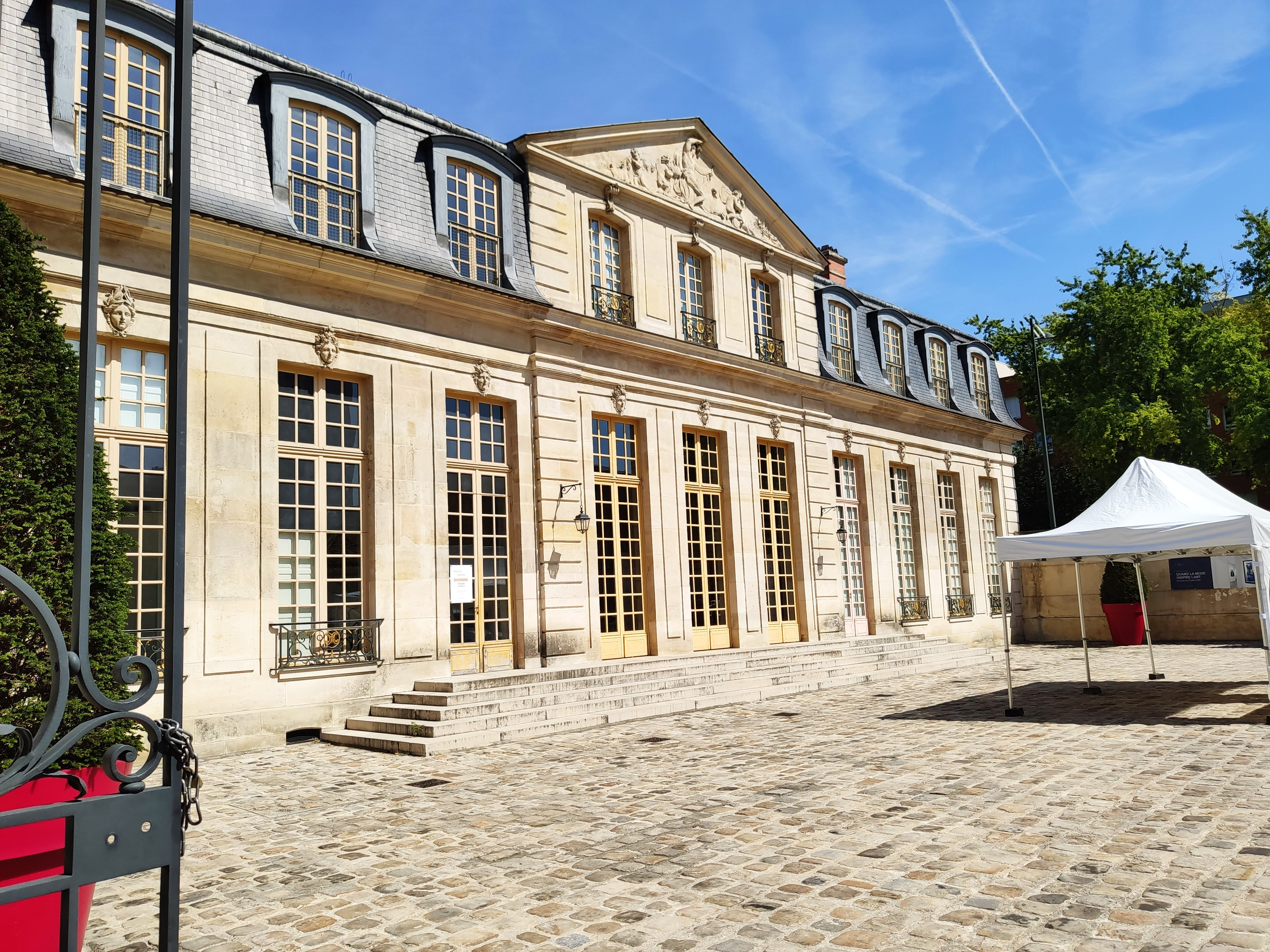
Pavillon Vendôme in Clichy

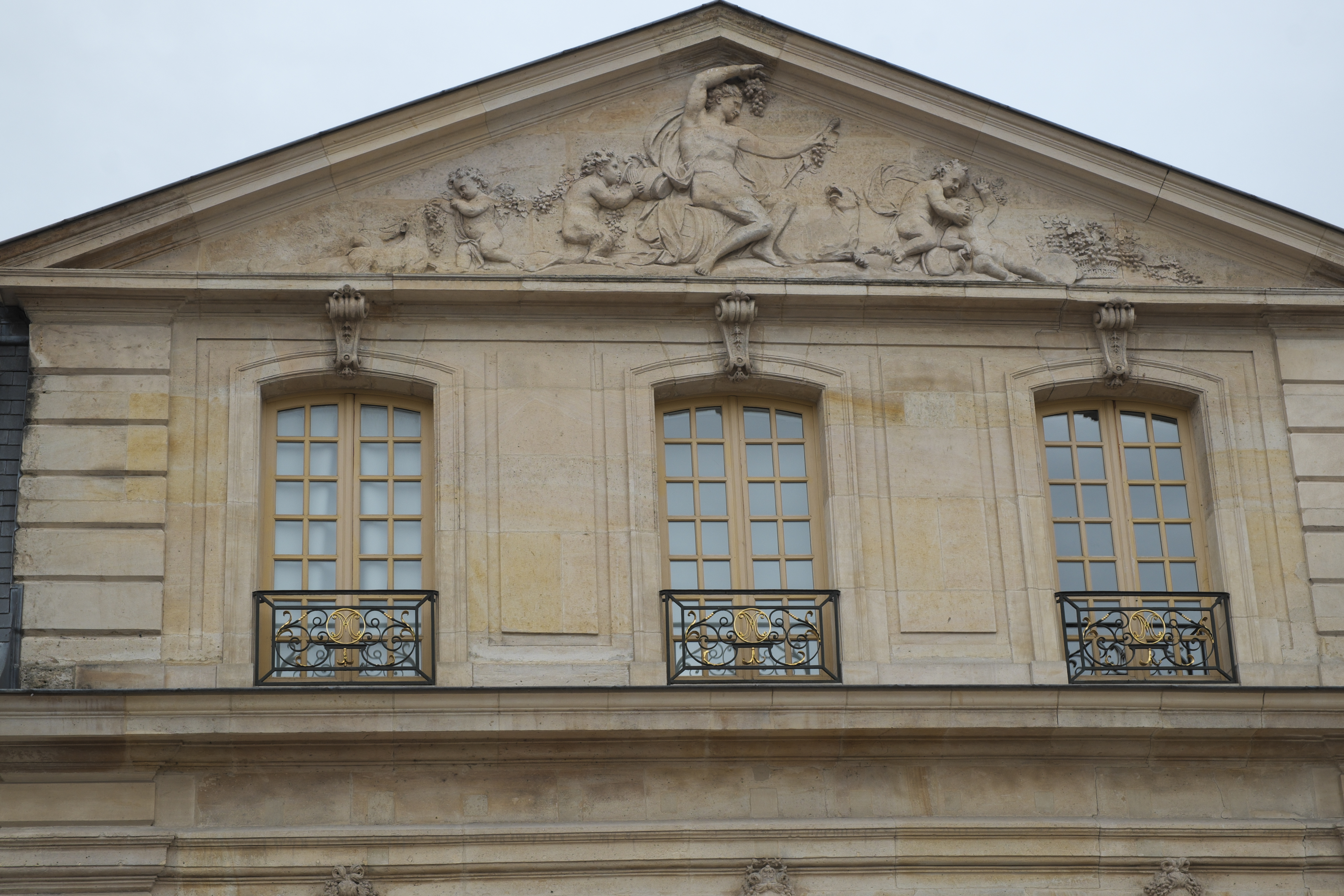
Dreiecksgiebel mit Relief

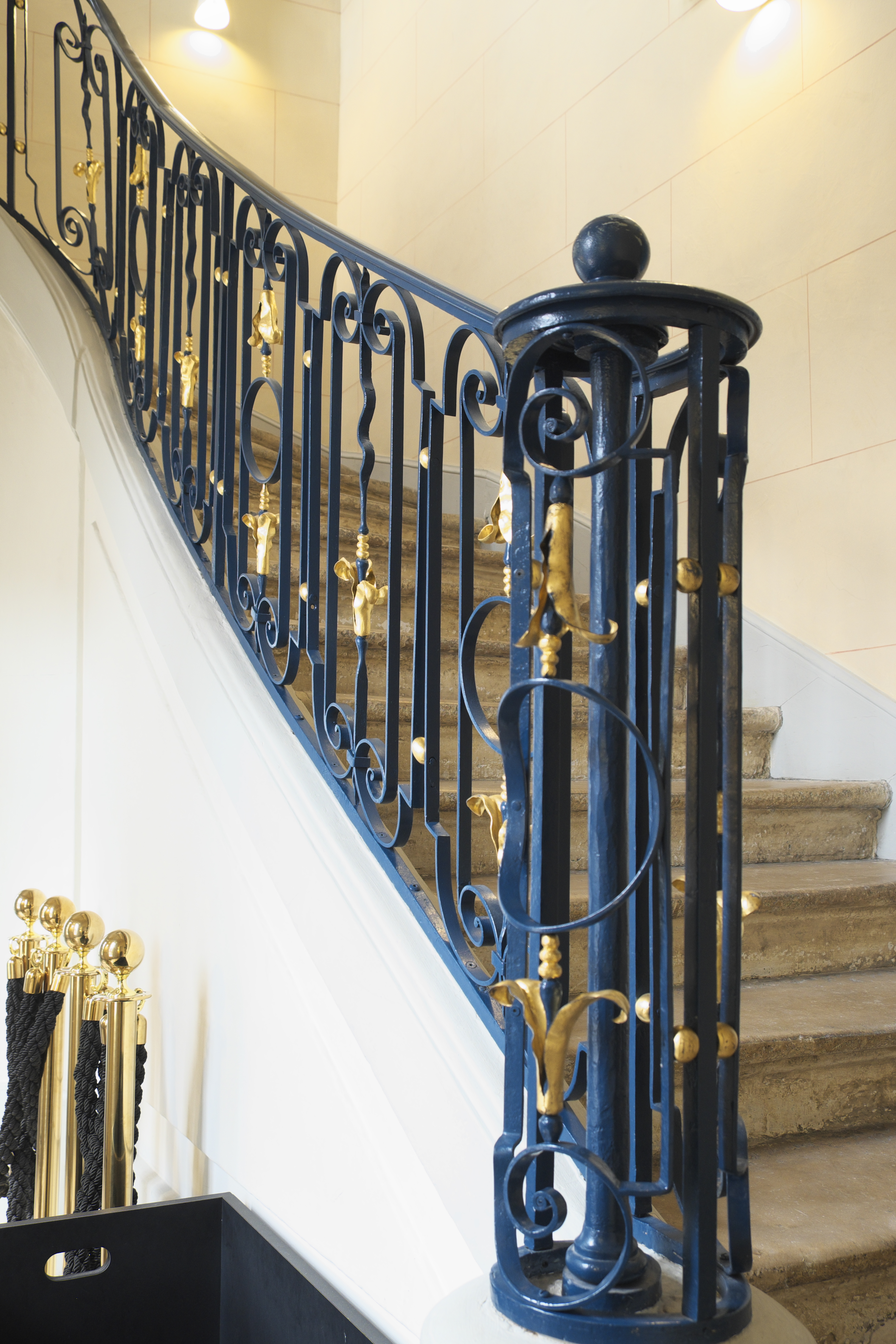
Treppe

Der Pavillon Vendôme in Clichy, einer französischen Stadt im Département Hauts-de-Seine in der Region Île-de-France, wurde von 1699 bis 1702 errichtet. Im Jahr 1983 wurde das Gebäude an der Rue du Landy Nr. 7 als Monument historique in die Liste der französischen Baudenkmäler (Base Mérimée) aufgenommen.
Nachdem 1697 der Vorgängerbau von der Schauspielerin Françoise Moreau (Mitglied der Académie royale de musique) gekauft worden war, ließ sie durch ihren Liebhaber Philippe de Vendôme (1655–1727) das neue zweigeschossige Wohnhaus errichten. Im Jahr 1720 wurde das Gebäude an den Prinzen Louis Armand II. de Bourbon verkauft, der es als Jagdschloss nutzte. 
Nach vielen weiteren unterschiedlichen Nutzungen kaufte die Stadt Clichy im Jahr 1989 das Gebäude und ließ es von 2000 bis 2013 umfassend renovieren. Seit der Wiedereröffnung dient der Pavillon Vendôme als Veranstaltungshaus, ebenso wurde ein Museum mit den Sammlungen der Stadt eingerichtet.    
Sowohl das Gebäude als auch das Treppenhaus sowie die Holztäfelungen und Deckenmalereien der Räume sind als Monument historique geschützt.